# V. Károly francia király
V. (Bölcs) Károly, franciául Charles le Sage (Vincennes, 1338. január 21. – Beauté-sur-Marne vár, Párizs mellett, 1380. szeptember 16.) Franciaország királya (uralkodott 1364. április 8-ától haláláig), II. (Jó) János és Luxemburgi Bona cseh királylány fia, a Valois-ház harmadik királya volt.
A poitiers-i csata után meggyengült és megroggyant francia monarchiát sikerült minden tekintetben megerősítenie, így a százéves háború menetét ideiglenesen meg tudta fordítani országa javára, és bár testi adottságai miatt személyesen nem vett részt a csatákban, az angolokat néhány várost leszámítva sikerült kiűznie a kontinensről. Uralkodása végén az Angol Királyság belső gondjait kihasználva még ellentámadásba is átmehetett: utolsó éveiben Nagy-Britannia szigetét francia tengeri csapások sújtották.

## Származása, ifjúsága
Még nagyapja, VI. (Szerencsés) Fülöp életében jött világra az akkor trónörökös János herceg és Bonne, János cseh király lánya első fiúgyermekeként. Mivel nővére, Blanche még csecsemőként elhunyt, Károly lett a pár első felnőttkort megérő gyermeke. Ezután még kilenc testvére született, de közülük csak hatan nőttek fel:
- Louis (1339–1384), Anjou hercege;
- Jean (1340–1416), Berry hercege;
- Merész Fülöp (1342–1404), Burgundia hercege;
- Jeanne (1343–1373), 1352-től II. (Gonosz) Károly navarrai király felesége;
- Marie (1344–1404), 1364-től I. Robert, Bar-le-Duc hercegének felesége;
- Isabelle (1348–1372), 1360-tól Gian Galeazzo Visconti milánói herceg felesége.

A trónörökös fivéreivel és más főnemesi ifjakkal nevelkedett, köztük Philippe orléans-i, Louis későbbi bourboni és Philippe de Rouvres burgundi herceggel, illetve III. Charles d’Alençonnal, Louis d’Étampes-pal, Édouard, Robert de Barral és a d’Artois fivérekkel, Jeannal és Charles-lal. Károly neveléséről feltehetően Sylvestre de la Servelle gondoskodott, aki latinra és grammatikára tanította. Életrajzírója, Christine de Pisan később feljegyezte a királyról, hogy járatos volt a hét szabad művészetben.

## Az első dauphin

A királyi dauphinek címere

Károly a VI. Fülöp és II. Humbert vienne-i dauphin által 1349. március 10-én kötött romans-i szerződés értelmében a francia monarchia történetében először kapta meg a dauphini címet és a hozzá tartozó tartományt, a Vienne központú, rhône-völgyi Dauphinét, amely később a mindenkori trónörökösé lett. Bár még csak tizenegy éves volt, tartománya ügyei délre szólították: fogadnia kellett vazallusai hűségesküjét, és el kellett csitítania viszályaikat. Esküvőjét is a birtokához tartozó Tain-l'Hermitage-ban ülte meg 1350. április 8-án viszonylag kis közönség előtt, hogy a pestis további terjedését megakadályozzák – 1349-ben ugyanis a kór Károly édesanyját, Bonne-t és apai nagyanyját, Burgundi (Sánta) Johannát is elragadta. 1349 augusztusa és decembere között a dauphint is súlyos betegség kínozta, melynek utóhatásaként egész életében rossz volt egészségi állapota.

## A nagypolitika színpadán
Károlyt nagyapja halálát követően visszahívták az udvarba, és részt vett apja 1350. szeptember 26-án tartott koronázásán, egyúttal a frissen alapított Csillag-rend tagjává lépett elő. Jó Jánosnak és a Valois-háznak jelentős ellenzéke volt, amelyet a dauphin sógora, II. (Gonosz) Károly, Navarra királya vezetett. Ő magának követelte a királyi címet arra hivatkozva, hogy anyja, a kétes származása és a száli törvény felfedezése miatt öröklésből korábban kizárt Johanna (X. (Civakodó) Lajos lánya) kellett volna, hogy örökölje a trónt IV. (Szép) Károly 1328-as halála után, nem pedig a távolabbi rokon Valois-ház, amely kudarcot kudarcra halmozott (crécyi vereség, pestis, pénzrontás).

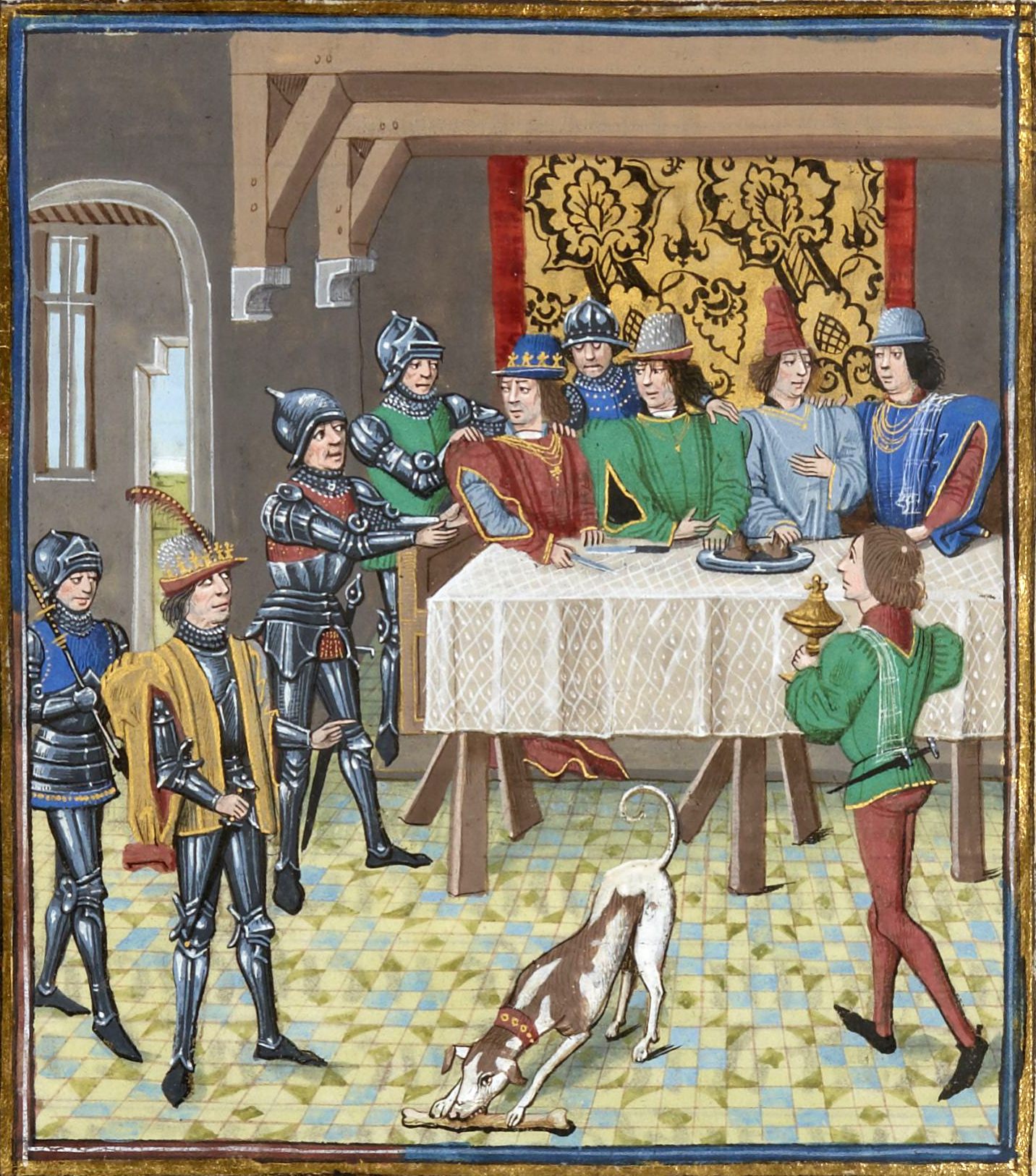
János király elrendeli Gonosz Károly letartóztatását Rouenban (illusztráció Jean Froissart krónikájából)

Gonosz Károly kihasználta a százéves háborúban rejlő lehetőségeket: 1351-ben lejárt a fegyvernyugvás, és az angoloktól tartó János nem mert fellépni a velük jó viszonyt ápoló vejével szemben – még kegyence, Charles de La Cerda connétable meggyilkolását is kénytelen volt bosszulatlanul hagyni. 1355-ben angol támadásra számítva a király a dauphint küldte Normandiába, hogy előkészítse a tartomány védelmét. A trónörökös a lehetőséget saját támogatói bázis kiépítésére használta fel, és sikerült kibékítenie Gonosz Károlyt és Jó Jánost 1355. szeptember 24-én. III. Eduárd ennek láttán nem indított támadást. Időközben a dauphin és atyja viszonya meglehetősen megromlott: Károly nem értett egyet a király ellenséges keleti politikájával – hiába volt IV. Károly császár franciabarát és János sógora, nehezményezte a franciák megerősödését a határvidéken (a Dauphiné mellett a kiskorú herceg helyett a francia király által igazgatott Burgundi Hercegség okozott konfliktust). A tartománya révén személyesen is érintett dauphin néhány hívével úgy tervezte, hogy 1355 decemberében a király ellenében titokban a császárhoz menekülnek, hogy biztosítsák békés szándékaikról. János azonban értesült a tervről, és hogy fiát magához kösse, az udvarba hívatta, és 1356. január 6-án Normandia hercegévé nevezte ki.
János tisztában volt vele, hogy ezzel nem ér véget Gonosz Károly befolyása fiára, így miközben a dauphin hercegi kinevezését ünnepelte a normandiai nemesség színe-java részvételével, a király mintegy száz lovag élén 1356. április 5-én váratlanul rátört a roueni várban fia társaságában mulatozó vejére, négy bizalmasát helyben lefejeztette, Gonosz Károlyt pedig bebörtönöztette. III. Eduárd és fia, a Fekete Herceg azonnal támadást indított, és utóbbi 1356. szeptember 19-én legyőzte János király hadseregét a poitiers-i csatában. A franciák fejvesztett menekülésbe kezdtek, az angolok pedig mintegy kétezer foglyot ejtettek: számos nemest és előkelőséget, köztük magát János királyt és kíséretét. A király még időben gondoskodott az ütközetben részt vevő fiai, így a dauphin Chauvignyba menekítéséről.
A dús zsákmánnyal megrakott angoloknak már nem volt kedvük fosztogatni, míg visszavonultak Bordeaux-ba. Jánost innen 1357 áprilisában Londonba szállították, ahol királyi bánásmódban részesült; távollétében fia, a dauphin gyakorolta a régensi hatalmat.

## A dauphin országlása

Franciaország 1356–1363 között

Míg atyja Bordeaux-ban és Londonban élte fényes rabéletét, a dauphin elkeseredett harcot vívott Franciaországban a királyi hatalom fenntartásáért. Még 1356-ban rendi gyűlést hívott össze, amely heves bírálatokat fogalmazott meg a király árulónak tekintett hivatalnokaival szemben, és magának követelte az ellenőrzést az államigazgatás felett. A párizsi tiltakozók élére a kereskedőtestület elöljárója, Étienne Marcel állt, aki először a pénzrontás miatt lázította fel a főváros lakosságát 1356–57 telén. A régens kénytelen volt engedni: márciusi „nagy rendeletében” (grande ordonnance) teljesítette a rendek követeléseit. Súlyosbította a helyzetet, hogy az angolokkal március 22-én megköttetett a bordeaux-i fegyverszünet, melynek eredményeképpen az elbocsátott zsoldosok Párizs környékére szabadultak.
Marcel és Robert le Coq ráadásul kiszabadíttatta Gonosz Károlyt börtönéből, akinek a nyomás alatt álló király kénytelen volt megkegyelmezni, ahogy azt is tűrnie kellett, hogy a rendi gyűlés elé bocsássák a Valois-k jogos öröklésének kérdését. Az uralkodó úgy próbált erősíteni helyzetén, hogy Dauphinéből hozatott katonaságot Párizsba a kompániák elleni harcra hivatkozva. Marcel 1358 elején egyre nyíltabban lépett fel a dauphin ellen. Január 24-én meggyilkolták Károly kincstárnokát, Jean Baillet-t. A templomban menedéket kereső gyilkost a dauphin parancsára kivégezték, mire Marcel elégedetlenséget szítva többezres tömeg élén február 22-én rátört a Cité-palotában, és a szeme láttára meggyilkoltatta Champagne és Normandia maréchalját, Jean de Conflans-t és Robert de Clermont-t. Marcel még meg is alázta a trónörököst, amikor a fejébe húzta a zúgolódó párizsiak kék-piros sapkáját, majd rákényszerítette az 1357-es rendelet ismételt kiadására, tanácsát pedig párizsi polgárokkal töltötte meg. A fejleményekkel elégedetlen nemesség Senlis-ban gyűlt össze, és március 17-én Normandia hercege hozzájuk szökött, majd az április 9-én összeülő champagne-i tartományi rendi gyűlésen elnyerte támogatásukat. Ezután gyorsan bevette Montereau-t és Meaux-t, elzárva a Párizsba keletről vezető utat – nyugati és déli irányban már rég a fosztogató kompániák voltak az urak. Marcel április 18-án jelentette be, hogy ellenáll, és megkezdte Párizs megerősítését.
Bonyolította a helyzetet, hogy a fosztogatásoktól elnyomorított, a nemességből végleg kiábrándult parasztság májusban fellázadt (jacquerie). A nemesek ellen elkövetett atrocitások még Gonosz Károlyt és az angol megszállókat is Károly herceg oldalára állították, így nyár végére sikerült felszámolni a mozgalmat. Az események folytán megerősödött dauphin eztán a Marcel kezében levő Párizs ellen vonult. Marcel az általa a főkapitánnyá kinevezett Gonosz Károlytól és a flandriai városoktól kért segítséget, de komolyabb erőkkel nem gazdálkodhatott. Zsoldosokat bérelt hát fel, és engedélyt adott az angolok bevonulására. Ezzel saját bázisát idegenítette el magától: a párizsiak fellázadtak, elűzték az angol helyőrséget, Marcelt pedig meggyilkolták (1358. július 31.). A dauphin augusztus 2-án vonult be a városba, ahol mértékletességről tanúságot téve alig tizenöt embert végeztetett ki árulás vádjával.
János eközben tárgyalásokat folytatott Eduárddal, és megállapodott vele abban, hogy Franciaország felét átadja neki. Az 1359-es párizsi rendi gyűlés azonban elutasította a tervet, ehelyett haderőt szavazott meg az angolok elleni harcra. A dauphin jó hasznát vette a pénznek és a katonaságnak, mellyel megkezdte Gonosz Károly és az angolok erődhálózatának felszámolását. Október 28-án azonban az angol király minden addiginál nagyobb sereggel és hosszas hadjáratra készült felszereléssel szállt partra Calais-nál. Eduárd mégsem járt sikerrel: Reims, ahol magát királlyá akarta koronáztatni, ellenállt a hónapon át húzódó ostromnak, ráadásul a visszavonuló sereget Beauce-ban iszonyú vihar tizedelte meg. Mi több, a dauphin által hercegként felállított normandiai flotta 1360 márciusában váratlanul rátört Winchelsea kikötőjére, komoly pánikot okozva Angliában. Így elhárult az akadály a békekötés elől.

## János visszatérése

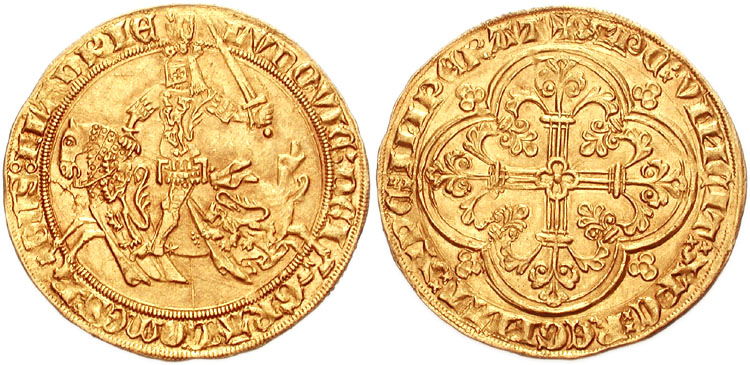
A II. Jánost harci díszben ábrázoló ún. lovas frank

A brétignyi béke, melyben III. Eduárd lemondott a francia koronáról körülbelül fél Franciaország fejében, 1360. május 9-én köttetett meg, ami lehetővé tette János hazatérését 3 millió écu – mintegy 11,64 tonna arany – fejében. Amíg ezt a pénzösszeget ki nem fizették, a lovagias király két fiát, Berry és Anjou hercegeit adta túszul maga helyett. Kiváltására külön pénzt verettek, az ún. lovas frankot, mely a frank első felbukkanása a történelemben. A pénz, melyet János 1364-es haláláig vertek, 3,88 gramm aranyból készült, értéke azonos volt 1 tours-i livre-rel vagy 20 sollal.
Hazatérő atyjától a dauphin 1362. december 17-én az északi területek főparancsnoki rangját kapta meg, de a hatalomgyakorlásból kiszorult egy időre. Ezekben az években – nagybátyja, IV. Károly tanácsára is – a dauphin Normandiába tért vissza, amelyet navarrai, angol és francia zsoldosok pusztítottak. Károly felvette ellenük a harcot, és a füstadó (fouage) rendszeresítésével elegendő jövedelemre tett szert, hogy a brigantik elleni küzdelem mellett egy kisebb flottillát is fenntartson, amivel a Rouen és Párizs közti vízi utat tudta ellenőrizni. A harcban 1362-től kezdve Bertrand du Guesclinre, egy tehetséges breton nemesre is számíthatott.
1363-ban, amikor a Gonosz Károly követelte, 1361-ben megüresedett burgund hercegi trónt János király Philippe nevű fiának juttatta, a navarrai intenzív toborzásba kezdett Károly hercegségében. Atyja parancsára a dauphin felvette vele a harcot, és elfoglalta Mantes-ot és Meulant (április 7. és 10.), átvette a Szajna feletti ellenőrzést, majd tárgyalni kezdett Gonosz Károly testvérével, a térségben több erődöt (Vernon, Pontoise, Neauphles, Châteauneuf-de–Lincourt, Gisors, Gournay stb.) birtokló Blanche-sal. Sikerült elérnie, hogy a hölgy ne nyissa meg fivére számára az erődöket, és a dauphin saját embereit telepíthette az erősségekbe.

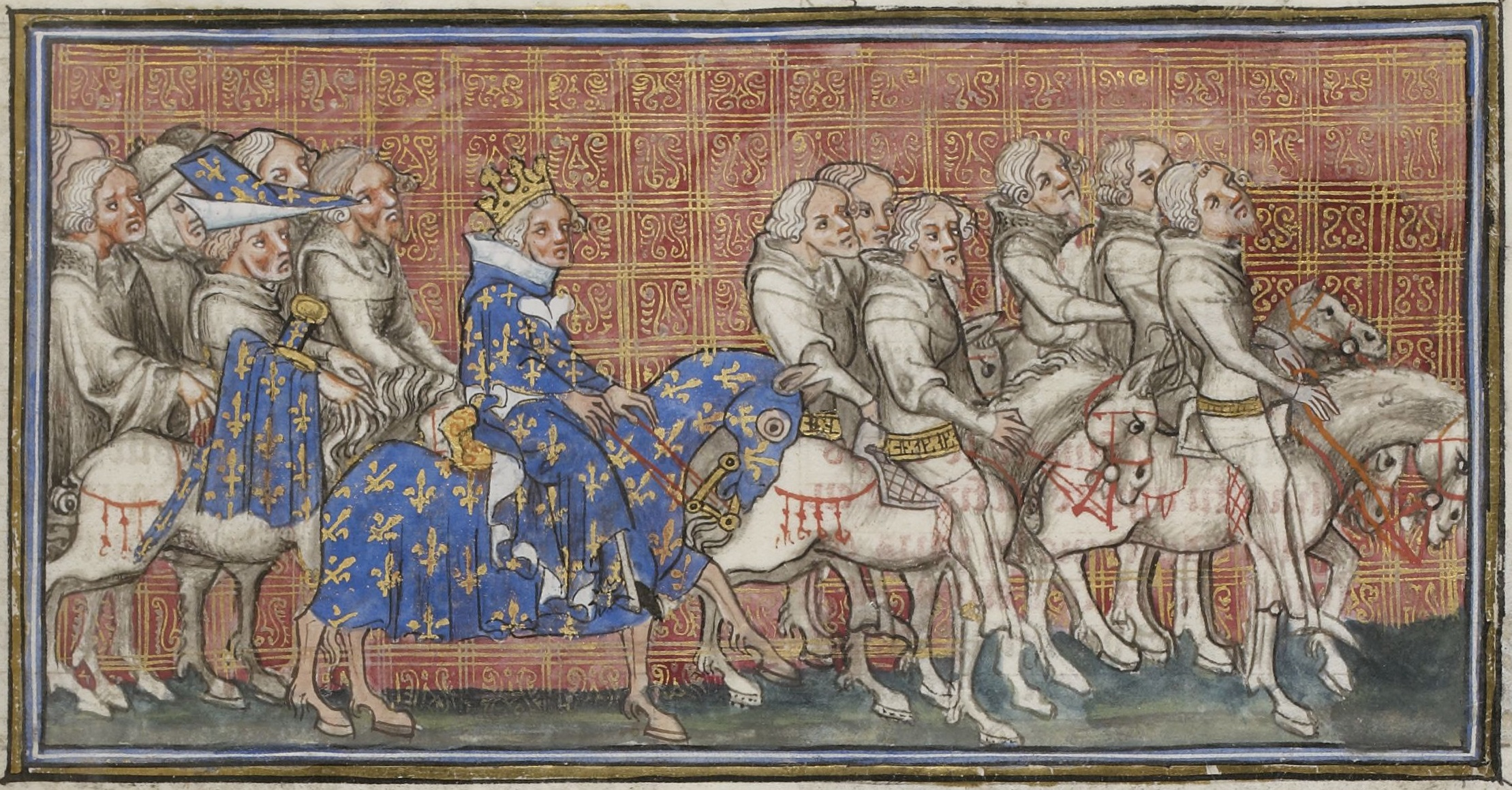
Jó János visszatér Angliába (Les Grandes Chroniques de France)

Amikor a király 1364-ben visszatért Londonba, hogy a megszökött anjoui herceg helyett ismét túszul adja magát, illetve újratárgyalja a békefeltételeket, helyettesévé nevezte ki Károlyt, akit egyúttal Touraine hercegségével jutalmazott meg. János távozása előtt még összehívta a rendi gyűlést 1363 december végén, amely elegendő adót szavazott meg a dauphin számára, hogy hatezer főnyi sereget állítson ki a Gonosz Károly elleni harcra. Jó János néhány hónappal Londonba érkezése után, 1364. április 8-án meghalt, így fia lépett trónra V. Károly néven.

## Önálló uralkodása

### A belharcok vége

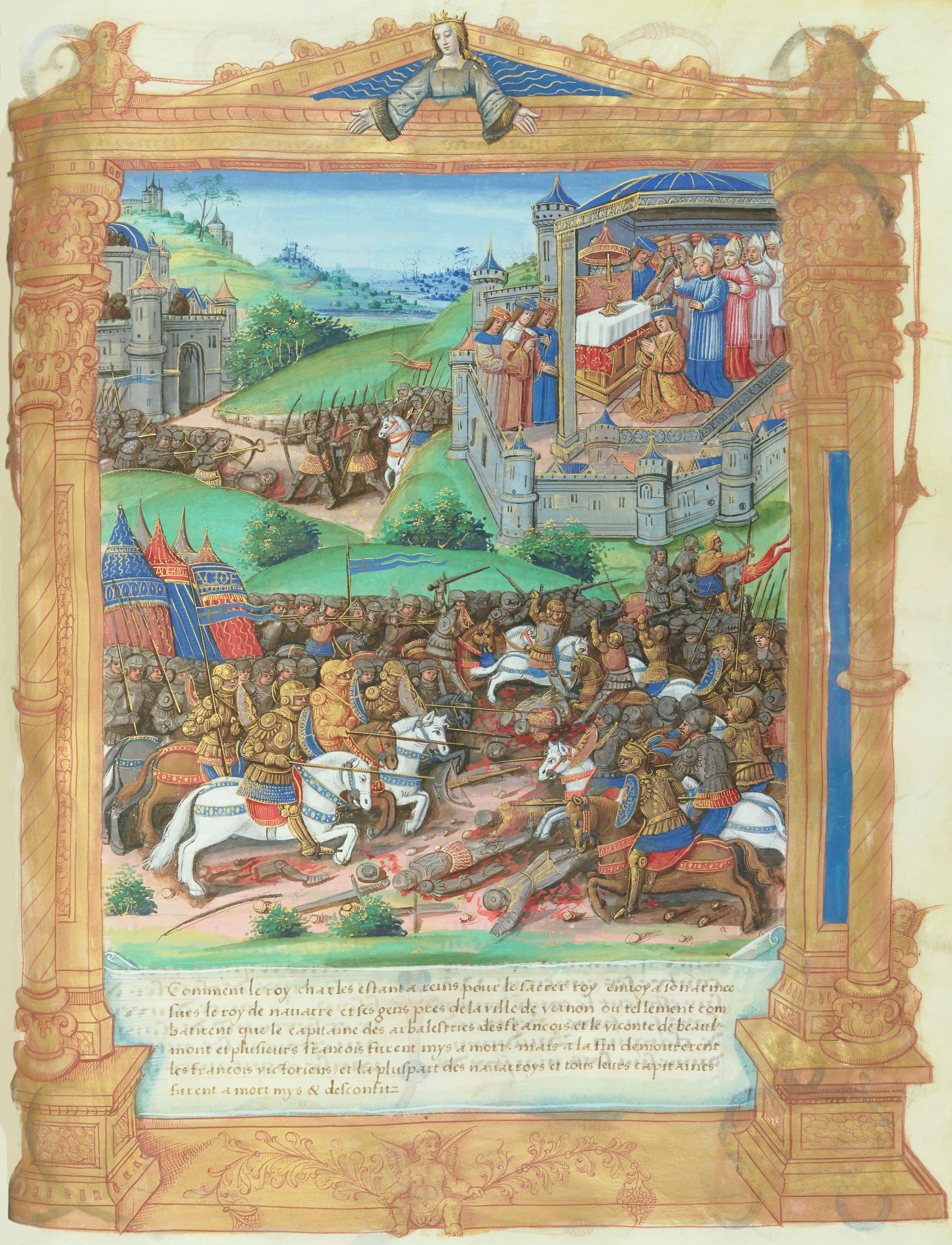
A cochereli csata és V. Károly koronázása (Az aranygyapjú, 15. század)

János távozása után a navarrai király úgy kívánt érvényt szerezni törekvéseinek, hogy megkísérelte megszállni a Reimsbe vezető utat, megakadályozva V. Károly koronázását. Az új király tehetséges hadvezére, du Guesclin azonban fényes győzelmet aratott a cochereli csatában május 16-án a navarrai hadai felett, így az új uralkodót 1364. május 19-én megkoronázhatták Reimsben. V. Károly a cochereli foglyokat lefejeztette, így jelezve, hogy nem tűri a lázadást. Gonosz Károly tárgyalásokba kezdett, végül az 1365-ös megállapodásban évreux-i birtokait elcserélte Montpellier királyi városára, elméletben megszabadítva Franciaország északi felét egy komoly fenyegetéstől – igaz, a navarrai király nem nagypecsétjével erősítette meg a megállapodást, és 1371-es tényleges meghódolásáig nem is lehetett annak érvényt szerezni.
A cochereli diadal évében az 1341 óta dúló bretagne-i örökösödési háború is véget ért: a szeptember 29-én vívott auray-i csatában a du Guesclin által támogatott Charles de Blois elesett a másik örökösjelölt, Jean montfort-i gróf és az őt támogató John Chandos elleni harcban. Az 1365. április 12-én kötött első guérande-i szerződés értelmében az angolbarát IV. Jean vehette át a hercegség trónját. Károly igyekezett megnyerni magának az új herceget, aki III. Eduárd rokonaként Angliában nevelkedett, így elismerte új rangját, és 1366 decemberében fogadta hűségesküjét.

### Kasztíliai háborúk
Az összecsapások végeztével számos zsoldos elvesztette megélhetését, és a francia alattvalókon kezdett élősködni. A király és fivérei a kompániák által sanyargatott lakosság támogatásával keményen felléptek ellenük, ám ezzel csak mérsékelni tudták dúlásaikat. Károlynak azonban kezére játszottak az ibériai események. Du Guesclin vezetésével Kasztíliába küldte őket, hogy megsegítsék Trastámarai Henriket, XI. Alfonz trónkövetelő fattyát a legitim utód, I. (Kegyetlen) Péter ellenében. V. Károly kezdettől fogva ellenséges volt Péterrel szemben, mivel az rosszul bánt feleségével, a király sógornőjével, Bourbon Blankával, míg Henrik régóta igyekezett jó viszonyt kiépíteni a francia uralkodóval. A király V. Orbánnal, az avignoni pápával egyetértésben egy Córdoba ellen indítandó keresztes hadjárat örve alatt elküldte hát a nagy kompániát Kasztília felé. A jövedelmeit megcsapoló zsoldosok eltávolításában szintén érdekelt pápa által finanszírozott akció fényes és gyors sikert hozott: még 1366 folyamán sikerült a Kasztíliai Királyság zömét Henrik kezére juttatniuk.
Péter féltestvére és V. Károly seregei ellenében 1366. szeptember 23-án szövetkezett az Aquitaniát kormányzó Fekete Herceggel és Gonosz Károllyal. A languedoci zsoldosokból toborzott ellenséges sereg a du Guesclin tanácsa ellenére vállalt nájerai ütközetben szétverte Henrik kompániáit, de a Fekete Herceg nem élvezhette ki sikerét: seregét a hideg illetve vérhas és malária tizedelte meg, így kénytelen volt visszavonulni Guyenne-ba. Henrik így egy újabb francia sereggel térhetett vissza, és 1367-ben legyőzte a Toledo felmentésére siető Pétert. A trónkövetelő döntő diadalt aratott, bár Péterrel csak 1369-ben számolt le végleg. Du Guesclin és megfogyatkozott számú zsoldosai így 1367-ben hazatérhettek, ahol Guyenne határában szélnek eresztették őket. Az ismét rabolni kezdő kompániák egy része megindult Párizs felé, de ezeket a királyi erők szétverték, maradékaikat pedig az 1368 végétől újrakezdődő angol háborúba sikerült bevonni.

### Kiújul az angolok elleni harc
A kasztíliai összeütközés önmagában nem vezetett az angol–francia háborúskodás újbóli kitöréshez. A háború fellángolásához egy jogvita szolgált ürügyül. A walesi herceg 1368. január 26-án kirótt füstadóját több aquitaniai uraság – különösen Jean d’Armagnac gróf, akinek rouergue-i birtokaira szabadultak a kasztíliai hadjáratról hazatérő angol zsoldosok – nehezményezte, ezért először III. Eduárdhoz, majd annak elutasító válasza hatására 1368 májusában V. Károlyhoz fellebbeztek. A brétignyi béke értelmében a tartomány valóban angol fennhatóság alá került, de a kiegészítő calais-i szerződés a területek eredetileg 1361-re kitűzött tényleges átadásához kötötte a francia felségjogokról való lemondást. Az aktusra azonban mindeddig nem került sor, így a francia fél Eduárdot jogbitorlónak kiálthatta ki. III. Eduárd erre június 3-án ismét Franciaország királyává nyilvánította magát, V. Károly pedig november 30-án kimondatta a parlamenttel Aquitania elkobzását. A gaszkon nemesség zöme a francia király mellé állt, és az 1367-es hazatérésük óta Languedocot dúló zsoldosokat is az angolok ellen sikerült bevetni.

### Felkészülés a háborúra

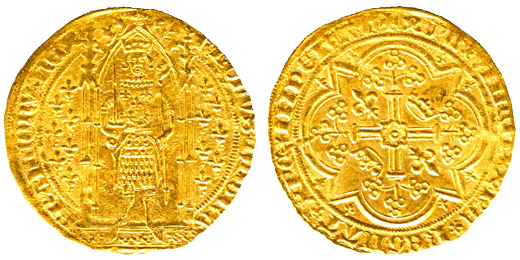
A Jó János halálát követően vert ún. álló frank V. Károlyt ábrázolja

Károly tanult a korábbi kudarcokból, és lovagserege védelmében megtiltotta a nagy, formális ütközetekben való részvételt, és mindaddig inkább a kitérést írta elő hadai számára, míg elég nagy túlerőbe nem kerülnek ellenfeleikkel szemben. Nagy hangsúlyt fektetett az erődítmények kibővítésére és karbantartására – különösen Párizsban, ahol Hugues Aubriot elöljáró segítségével áthatolhatatlan falrendszert építtetett ki – és a zsoldosok fegyelmének megszilárdítására. Hogy serege a legendás angol íjászokkal felvehesse a versenyt, számos íjpuskást toborzott, és íjászversenyeket rendeztetett. A várostromok megkönnyítésére jelentős mennyiségű ágyúval szerelték fel a francia sereget.
Az adóztatás továbbfejlesztésével bizonyos, addig alkalmanként kivetett adók – a háztartásonként negyedévente szedett füst- (fouage), só- (gabelle) és az italokra és eladásra kirótt ún. „segélyadó” (aide) – rendszeresítésével megfelelő anyagi hátteret tudott biztosítani saját katonái rendszeres ellátására. A gazdaság megerősödése szempontjából nagy jelentősége volt annak, hogy az apja fogságba esését követően megalapozott pénzügyi stabilitást királyi hivatalnokai révén továbbra is fenntartotta – a pénzrontásból származó jövedelmek elmaradását az említett adók rendszeres szedésével tudta pótolni. Évi közel 1 600 000 franknyi kincstári jövedelméből már képes volt ütőképes, kipróbált vezérek által irányított, 5-6000 fős állandó hadsereget fenntartani, melynek már rablásaitól sem kellett félnie. (Igaz, a népesség járványok és háborús pusztítások miatti csökkenésének köszönhetően egyre növekvő adóterhek lázongást válthattak ki, mint például 1379-ben Languedocban, ahol addigra a fosztogató kompániákat sem sikerült még teljesen felszámolni.)
A király arról is gondoskodott, hogy Angliát diplomáciai eszközökkel is meggyengítse: támogatta Owain Lawgoch walesi trónkövetelőt annak 1378-as meggyilkolásáig, felélesztette a skótokkal fennálló ún. Auld Alliance-ot, és az Ibériai-félszigeten is szövetségeseket keresett – igaz, Aragónia nem csatlakozott hozzá, de II. Henrik viszonozta hajdani segítségét. Károly ráadásul mind a német-római császár, mind annak hajdani nevelője, VI. Kelemen pápa támogatását élvezte.

### Francia sikerek
A taktika eredményesnek bizonyult, bár az ország népének szörnyű szenvedéseket kellett kiállniuk: az angolok lovasportyáikkal rendszeresen dúlták Franciaország belső területeit. Genti János lancasteri herceg 1369-ben Calais-ből kiindulva Harfleurig tört előre, ahol a király fivére, Philippe burgundi herceg serege gyülekezett egy angliai expedícióra készülve. A franciák a felégetett föld taktikáját alkalmazták a környéken, és csak kitöréseikkel zaklatták Lancaster erőit, akik bekerítéstől tartva eredménytelenül voltak kénytelenek visszavonulni. A gaszkon földesurak és városok nagy része a király mellé állt, aki fivéreit, Louis d’Anjout és Jean de Berryt küldte Aquitaniába a hezitálók meggyőzésére. Bőkezűen élt a privilégiumokkal is, különös tekintettel a nemesítésre – az ország előkelői amúgy is megfogyatkoztak a pestis, Crécy és Poitiers miatt. A városokat adókedvezmények kilátásba helyezésével sikerült átállásra bírnia: rövid időn belül hatvannál is több város váltott pártot, utolsóként Millau decemberben, húsz évre szóló adómentességet kiharcolva. A megmaradt kevés angol helyőrség elszigeteltsége folytán nem tudott nagyobb területet ellenőrizni. Guyenne-ben Anjou, Poitouban Berry hercege vezette felszámolásukat. Eközben du Guesclin II. Henrik segítségére sietett Kegyetlen Péter hívei és az angolbarát portugálok támadását elhárítandó, és 1369. március 14-én legyőzte őket a montieli csatában.

Hadműveletek és területi változások 1369–1380 között

1370-ben a francia seregek tovább törtek előre: a Garonne mentén sorra kapitulált Agen, Villeneuve-sur-Lot, Pujols, Penne, Fumel és Puymirol északon és Tarbes, Bagnères és Vic-en-Bigorre délen, Berry hercege pedig augusztus 24-én bevonult Limoges-ba – igaz, még aznap ki is vonult az átállt városból, miközben az angolok maradékai még tartották a vikomti palotát. A Fekete Herceg Lancaster hercege segítségével szeptember 19-én visszavette a várost, lakóit pedig bosszúból lemészároltatta, házait felgyújtatta. Az elrettentőnek szánt példa azonban csak erősítette az angolellenes hangulatot a megszállt francia területeken. Robert Knowles eközben 2500 íjász és 1600 fegyveres élén indult Calais-ból portyára (chevauchée) 1370 júliusában, melynek során Amiens, Noyon, Reims és Troyes környékét pusztította – bármiféle komolyabb győzelem nélkül. A portyát végül Burgundiában visszaverték, mire Knowles két napig Párizs vidékét dúlta a város lakóinak szeme láttára. A király eközben a kasztíliai győzelmeinek köszönhetően népszerű du Guesclint léptette elő connétable-lá (főparancsnokká) október 2-án. Az új fővezér seregével üldözte és zaklatta Knowles hadait, majd december 4-én szétverte őket Pontvallainnél, miközben a Loiron keltek át.
1371-ben Lancaster hercege Bordeaux-tól egészen Limoges-ig portyázott – a francia taktikának köszönhetően komolyabb eredmény nélkül. Bár V. Károly dicsőségre vágyó lovagjai követelték a régi stratégia visszaállítását, a király vezérei, du Guesclin és a szintén breton Olivier de Clisson kiálltak a takarékos, ellenséget felőrlő stratégia mellett. Károly ráadásul korábbi segítségének viszonzása képpen számíthatott II. Henrik kasztíliai király támogatására is. Az ibér flotta és a francia zsoldosok 1372. június 22-én és 23-án szétverték a La Rochelle-nél horgonyzó angol hajóhadat, amivel komoly nehézségeket okoztak az angol utánpótlás biztosításában. A franciák ezután a sóexportja miatt Angliához kötődő Poitout könnyebben hódíthatták vissza: Sainte-Sévère, Montcontour és augusztus 7-én Poitiers is megnyitotta kapuit du Guesclinnek. A hírhedt buch-i captalt a Charente-on felhajózó szövetséges flotta rajtaütése során sikerült elfognia V. Károly erőinek. Rövidesen Ré és Oléron szigete is megadta magát, végül szeptember 8-án La Rochelle városa is megnyitotta kapuit. A fontos kikötő kapitulációját megadási hullám követte: Angoulême, a Fekete Herceg főhadiszállása és Saint-Jean-d’Angély szeptember 20-án, Saintes pedig szeptember 24-én adta meg magát a franciáknak. A továbbra is ellenálló poitoui bárók Thouars-ban sáncolták el magukat.
1373-ban az angolbarát V. János breton herceget is sikerült kiszorítani birtokáról. A bretonok régóta rossz szemmel nézték, hogy uruk az angolokkal paktál, és kikötőiben rendszeresen kisebb-nagyobb angol csapatokat enged partra szállni. 1373 márciusában aztán az addigi néhány száz főnél jóval nagyobb erők, mintegy két-kétezer íjász és fegyveres szállt partra Salisbury grófjának vezénylete alatt. Ekkora sereg természetesen nem érkezhetett a herceg tudtán és beleegyezésén kívül, így V. Károly a tartomány megtámadása mellett döntött. A breton nemesség zöme a szintén bretagne-i származású du Guesclin és de Clisson mellé állt a harcban, így a herceg már 1373. április 28-án jobbnak látta elmenekülni. A francia-breton erők a tartomány szinte egészét meg tudták szállni, az angol helyőrségek csak Brest, Auray, Bécherel és Derval erődjeiben tartották magukat.
III. Eduárdnak nem álltak rendelkezésére az anyagiak a költséges várostromokra, ezért az addig alkalmazott módszerre volt kénytelen hagyatkozni: fiát, Lancaster hercegét a franciaországi angol erők főkapitányává nevezte ki, és portyára indította. Ez a hadjárat minden addiginál pusztítóbbnak bizonyult, de a franciák stratégiájának köszönhetően gyakorlatilag eredménytelenül végződött. A herceg Calais-ban szállt partra, majd du Guesclinnel a nyomában Pikárdián és Vermandois-n keresztül vonult pusztítva-rabolva. A Merésznek nevezett II. Fülöp burgundi herceg, V. Károly öccse ellenőrzése alá vonta a hidakat és erődöket az angolok jobbszárnya felől, így Lancaster kénytelen volt Reims és Troyes felé indulni. Sensnál Olivier de Clisson vereséget mért rá, és mivel Bretagne felé el volt zárva az útja, úgy tervezte, hogy Guyenne felé indul Limousinen keresztül. A hosszú úton az éhező katonák lovaik zömét kénytelenek voltak megenni, nehéz páncéljaikat pedig eldobálták. Rengetegen dezertáltak, még a Lancasterrel tartó bretagne-i herceg is otthagyta az angol szövetségeseit, akiket csak Tulle, Martel, Brive és La Réole kifosztása mentett meg a teljes pusztulástól. Mire Bordeaux-ba ért, az angol sereg mintegy fele odaveszett, morálja pedig katasztrofálisan mélyre süllyedt. Ez az angolbarát lakosságra is negatív hatással volt.

### Fegyverszünet és tengeri háború

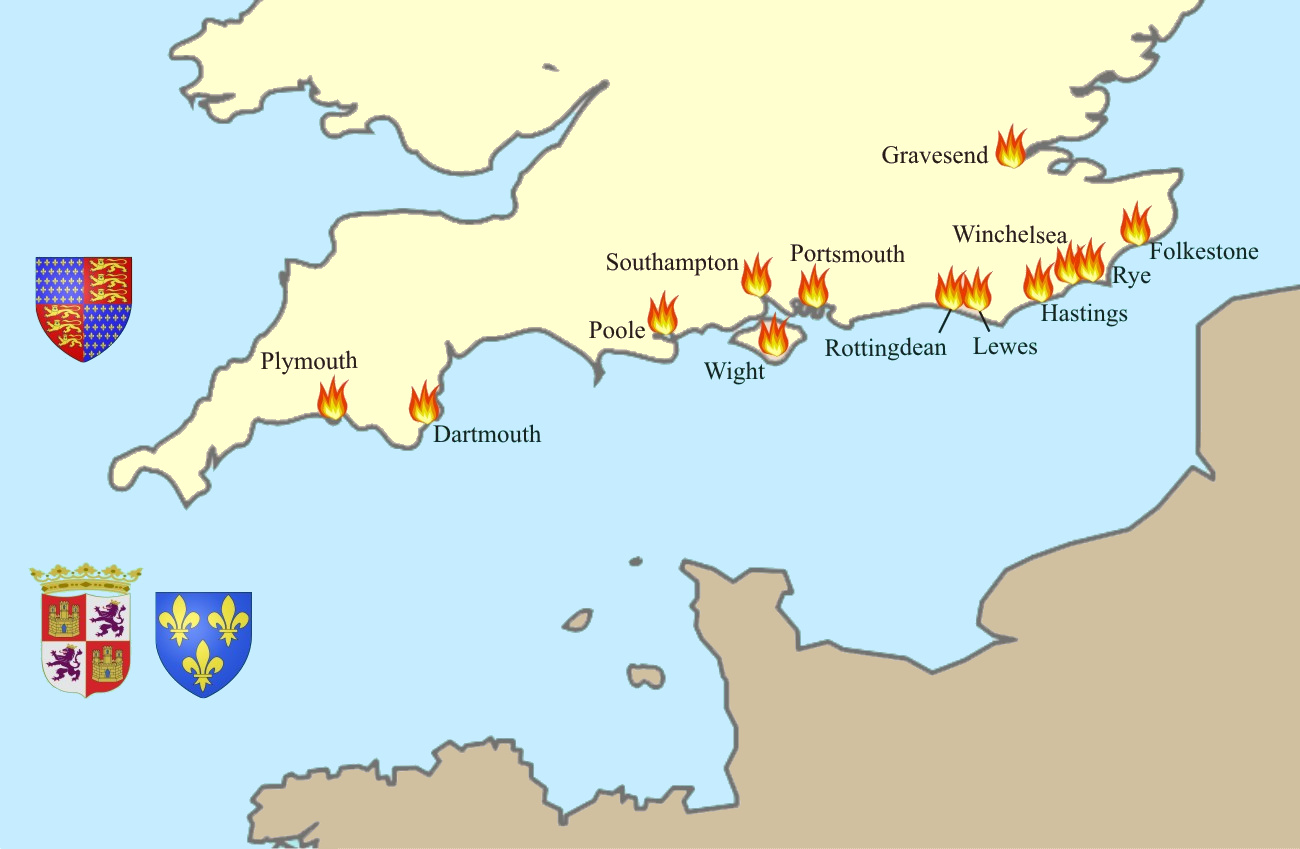
A francia–kasztíliai tengeri támadások angol célpontjai

1369 és 1375 között V. Károly nagyjából minden olyan területet visszahódított az angoloktól, amelyeket azok korábban hasítottak ki Franciaországból. III. Eduárd erői csupán Calais, Cherbourg, Brest, Bordeaux és Bayonne kikötőit illetve a Francia-középhegység néhány kisebb erősségét tudták tartani. A kikötővárosok lakosságának többsége a gyümölcsöző kereskedelmi kapcsolatoknak köszönhetően az angolokat támogatta, azaz tartós hódoltatásukra egyelőre nem volt remény, így a francia előretörés leállt. A bretagne-i herceg és a cambridge-i gróf hiába szállt partra a Saint-Mathieu de Fine-Terre-apátságnál, és ért el viszonylag gyors sikereket 1375-ben: a harcoló felek még az év július 1-jén XI. Gergely pápa közbenjárására megkötötték a két évre szóló brüggei fegyverszünetet, melynek értelmében az angol csapatokat kivonták a megszállt területekről, és a breton városokat átadták V. Károlynak.
Az angolok számára pótolhatatlan veszteségnek bizonyult a kasztíliai expedíció óta betegeskedő Fekete Herceg 1372-es távozása és 1376-ban bekövetkező halála is, amit 1377-ben III. Eduárdé követett. Ekkor tízesztendős unokája, II. Richárd örökölte a trónt, és a háttérben kibontakozó hatalmi villongás miatt hathatós angol fellépésre évtizedekig nem kerülhetett sor. Ilyen helyzetben járt le a fegyverszünet. A franciák az eltelt időt flottafejlesztésre fordították: 1377-ben százhúsz hadihajó állt rendelkezésükre, melyből harmincöt nehéztüzérséggel is fel volt szerelve. Ez a szám folyamatosan tovább emelkedett, 1379-ig újabb huszonegy hajót bocsátottak vízre. Ehhez a hajóhadhoz néhány kasztíliai és portugál gálya is csatlakozott.
1377-től kezdve Jean de Vienne admirális és a kasztíliai Fernando Sánchez de Tovar vezetésével tucatnyi angol kikötőre törtek rá, köztük Rye-ra, Plymouthra, Wightra, Winchelsea-re, Lewesra, Yarmouthra Portsmouthra, Dartmouthra és Hastingsre; London városának lakói is gyakorta voltak riadókészültségben. A francia tengeri stratégia az angolok korábbi lovasportyáihoz hasonló pusztítások mása volt. Egyúttal a kontinensen is offenzíva indult, és a Garonne mentén újabb erősségeket hódítottak meg a francia csapatok.

### Az egyházszakadás
A pápaság 1309-től tartotta székhelyét francia földön, Avignon városában a francia királyság védőszárnya – és ellenőrzése – alatt (ld. avignoni fogság). Már V. Orbán (1362–1370) meghirdette a Rómába történő visszatelepülés programját, ennek előkészítése érdekében Albornoz bíborost küldte rendet teremteni Közép-Itáliába. Utódja, XI. Gergely (1370–1378) folytatta elődje törekvését, és Firenze ellenállását francia zsoldosokkal törte meg, így 1377-ben visszatérhetett Rómába. Gergely 1378-as halála után a zömmel francia bíborosok Bari püspökét választották pápává VI. Orbán néven (1378–1389), ő azonban pápaként kikelt gazdagságuk és egyházi kötelességeik elmulasztása ellen, illetve számos itáliai bíborost nevezett ki. A sértett kardinálisok nagy része erre érvénytelennek nyilvánította a korábbi döntést, mondván, hogy a lázongó római nép nyomása alatt álltak, és pápává választotta VII. Kelement (1378–1394). Ezzel megkezdődött a nagy nyugati egyházszakadás, mely ezután évtizedeken át sújtotta Európát. V. Károly a francia származású, 1379-ben Avignonba települő VII. Kelemen mellé állt, ahogy az ibériai államok, Skócia és a Nápolyi Királyság is, míg Anglia, a Német-római Birodalom, Itália északi része és a közép-európai államok VI. Orbán mögött sorakoztak fel.

### Gonosz Károly bukása

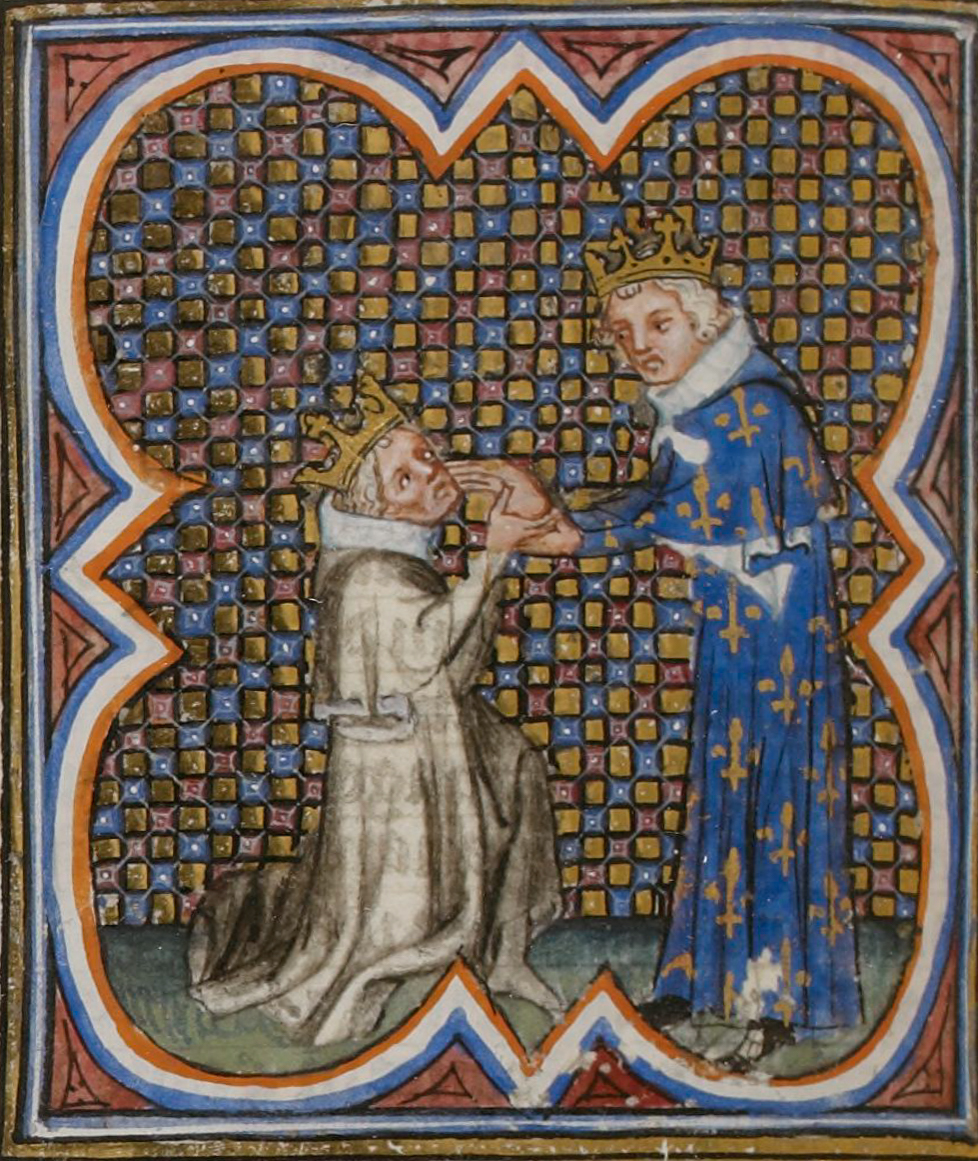
Gonosz Károly 1371-es hűségesküje V. Károlynak (Les Grandes Chroniques de France, 15. század)

Gonosz Károly az 1364-es cochereli vereség után kénytelen volt visszavonulni a francia politikától, és érdeklődése a kasztíliai ügyek felé fordult. Itt sem járt sikerrel, noha szövetkezett az angolokkal, így befolyása jelentősen csökkent. 1371-ben kénytelen volt hűséget esküdni V. Károlynak, akitől így végleg megkapta Montpellier-t – megmaradt normandiai erődjeit mindazonáltal továbbra is az angolok használták a francia király által uralt területek dúlására. 1378-ban azonban a francia király emberei elfogták kamarását, Jacques de Rue-t, akitől értesültek a navarrai király és az angolok szövetségéről, amit II. Richárd és Gonosz Károly egyik lányának házassága pecsételt volna meg, és magában foglalta Cherbourg angoloknak történő átadását is. De Rue a vallatás során azt is elárulta, hogy a navarrai és angol uralkodó V. Károly életére tör, meg akarván mérgezni őt.
A bizonyíték birtokában a francia hadsereg lerohanta Gonosz Károly összes birtokát: a normandiai Conches, Carentan, Mortain és Avranches sorra adta meg magát, majd a navarrai titkára, Pierre du Terte is feladta Bernay várát, délen pedig Montpellier esett el, miközben a kasztíliai hadsereg Pamplona megtámadását tervezte. Egyedül az angolok védte Cherbourg-t nem sikerült elfoglalniuk a francia királyi erőknek. A hosszú évtizedek óta zavart keltő Gonosz Károly minden hatalma szertefoszlott, és leghűbb embereit, de Rue-t és du Terte-et is kivégezték június 16-án. A navarrai uralkodó, aki a tárgyalásokon fiával, Károly infánssal képviseltette magát, ezt a csapást már nem tudta kiheverni: menthetetlenül eladósodott, és mindennemű hatalmi igényéről lemondva 1387-ben bekövetkezett haláláig kénytelen volt megelégedni kis országa békés igazgatásával.

### Tervek Bretagne beolvasztására
A potenciális ellenfelek közül már csak Bretagne volt talpon. IV. János herceg 1373 óta csak azért tért vissza olykor-olykor Angliából hercegségébe, hogy részt vegyen egy-egy angol lovasportyán. Az angol hadak Brest kikötőjét és több kisebb erősséget is birtokoltak a tartományban, és többször megostromolták Saint-Malo kikötővárosát is. V. Károly 1378-ban látta elérkezettnek az időt, hogy a népszerűtlen Jánost megfossza tartományától. A pairek tanácsa december 18-án kimondta Bretagne elkobzását, a király pedig öccsét, Anjou hercegét nevezte ki a terület parancsnokává. A breton nemesség azonban ellenállt a beolvasztási kísérletnek, 1379. április 25-én ligát kötött, és inkább visszahívta Jánost. A herceget nagy lelkesedéssel fogadtak augusztus 3-i visszatérésekor Saint-Servant kikötőjében. V. Károly belátta, hogy erővel nem érhet el tartós eredményt, ezért tárgyalásokba kezdett. Ezek csak a halála után vezettek eredményre, amikor is a kiskorú VII. Károly helyett uralkodó hercegi nagybácsik megkötötték a második guérande-i szerződést, elismerve IV. János és utódai jogát a breton trónhoz (1381. április 4.).

## Új államvezetési stílus

### A kormányzat átalakulása
Testi fogyatékosságai és az atyja hibáiból leszűrt tapasztalatok egyaránt újfajta politika folytatására indították V. Károlyt. Az új uralkodó a hadvezetést kiváló hadvezéreire, du Guesclinre, Olivier de Clissonra vagy I. Jean Le Maigre-re bízta, míg ő maga a székhelyén maradt, és az adminisztráció és diplomácia irányításával foglalkozott. Éles szemmel választotta ki kiváló hivatalnokait, akik végrehajtották akaratát és támogatták törekvéseiben: Jean és Guillaume de Dormans és Pierre d’Orgemont kancellárként, a filozófus Nicole Oresme pedig a pénzügyek ellenőreként játszott fontos szerepet kormányzatában. Pierre Aycelin de Montaigut, Nevers, utóbb Laon püspöke szintén helyett kapott tanácsában, és diplomataként fontos szerepet játszott az egyházszakadás során VII. Kelemen elismerésében.

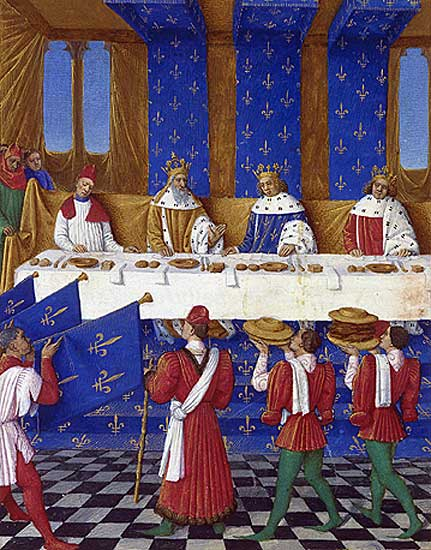
Az 1378-as bankett: a középen ülő V. Károly jobbján anyai nagybátyja, az idős IV. Károly német-római császár és cseh király, balján annak idősebbik fia, Vencel római király foglal helyet (Jean Fouquet illusztrációja, 1460 k.)

A jogászok is komoly súlyt képviseltek a király környezetében. Károly szakított apja korábbi bíráskodási gyakorlatával, és legtöbb döntésében kikérte a bíróságok véleményét – még Guyenne elkobzását is a parlamenttel mondatta ki az angolok elleni harc kitörésekor. Ugyanígy sújtott le a veszélyesen nagy befolyásra szert tevő, atyjától örökölt tanácsosokra, a de Melun-családra: Guillaume, Sens hercegérseke a királyi erdőkben jogszerűen gyűjtögető, makkoltató és legeltető parasztokat lefogatta, mire a párizsi parlament elítélte 1375-ben. Ez komoly csapás volt rokonára, Jean de Tancarville grófra nézve is, aki addig viselt „királyi erdők és vizek mestere” címét vesztette el. Ezzel összefüggésben hozta meg 1376-ban V. Károly erdőrendeletét, ami hat királyi erdőmesterre bízta az uralkodók tulajdonát képző erdőségek szigorú felügyeletét.

### Királyi reprezentáció
A király gyermekkorától fogva beteges, törékeny egészségű, sápadt és sovány volt, jobb keze pedig feldagadt, így apjával szemben sem a lovagi tornákon, sem a csatatéren nem jelenhetett meg személyesen. Testi fogyatékosságai ellenére kiérdemelte a kortársak és az utókor csodálatát: Károly tudatosan hangsúlyozta uralkodói méltóságát és szentségét, követendő előképeként pedig a kegyes és egyben lovagias IX. (Szent) Lajost, ük-ükapját jelölte meg. Tanácsadója, Philippe de Mézières még javasolta is Károlynak, hogy nagy elődje nyomdokain haladva szervezzen keresztes hadjáratot, miután uralkodása végére nagyjából felszámolt minden fenyegetést, de a rövidesen elhalálozó Károly erre nem vállalkozott.
Az uralkodó méltóságát hangsúlyozandó fényűző lakhelyeket rendezett be magának, képmása pedig nem csak pénzérméin szerepelt, hanem a királyságában több helyen – így palotáiban, a celesztinusok kolostorán, az újonnan építtetett Bastille-on – felállított szobrokon is, hogy a király mindenütt éreztethesse hatalmát. Szimbólumául egyébként az oroszlánt választotta, amivel részben cseh őseire is utalt; a királyi vadakból Párizsban berendezett menazsériájában is tartott néhányat.
V. Károly környezetének gondolkodói, Nicole Oresme és Philippe de Mézières hatására az arisztotelészi elveket tette magáévá politikai téren, miszerint az uralkodó feladata a közjó és a jogállamiság biztosítása. Arisztotelész Politikáját egyébként a király fordíttatta francia nyelvre Raoul de Presles-lel, amit Oresme kommentárokkal látott el.

### Műveltség, kultúra és vallás V. Károly udvarában
V. Károly a műveltségre egyébként is sokat adott: a Louvre-ot 1367-ben átalakíttatta, és egyik szárnyában királyi könyvtárat rendeztek be, ahol kortársaival ellentétben nem csak gazdagságát fitogtatta, hanem tanulmányozta is az ott fellelhető közel ezer kötetet – a hagyomány szerint mindet el is olvasta. Különösen érdekelte az asztrológia és asztronómia, de a trónja hatékony megvédéséhez szükséges jog is kiemelt szerepet kapott tanulmányaiban (Lancester hercege állítólag „királyi ruhába bújt ügyvédnek” titulálta). Kiemelt szerepet szánt hatalma megerősítésében a párizsi egyetemnek, amelynek megerősítette privilégiumait.
A király udvarában egyébként is pezsgő irodalmi élet alakult ki, a fentebb említett alkotók mellett itt ténykedtek Eustache Deschamps és Guillaume de Machaut költők, a filozófus Pierre Salmon illetve számos kiemelkedő képzőművész, mint például Jean Pucelle, Jean Le Noir vagy Jacquemart de Hesdin miniatúrafestők vagy a szobrász André Beaunouveau. Az arisztotelészi Politika mellett ekkor fordították le Bartholomeus Anglicus A dolgok tulajdonságainak könyve című művét és Salisburyi János Policraticusát. Károly nevéhez fűződik a már IX. Lajos idején franciára átültetett hivatalos államtörténeti mű, a Grandes chroniques de France kibővíttetése a Valois-k történetével és díszes kiadásának megrendelése is.

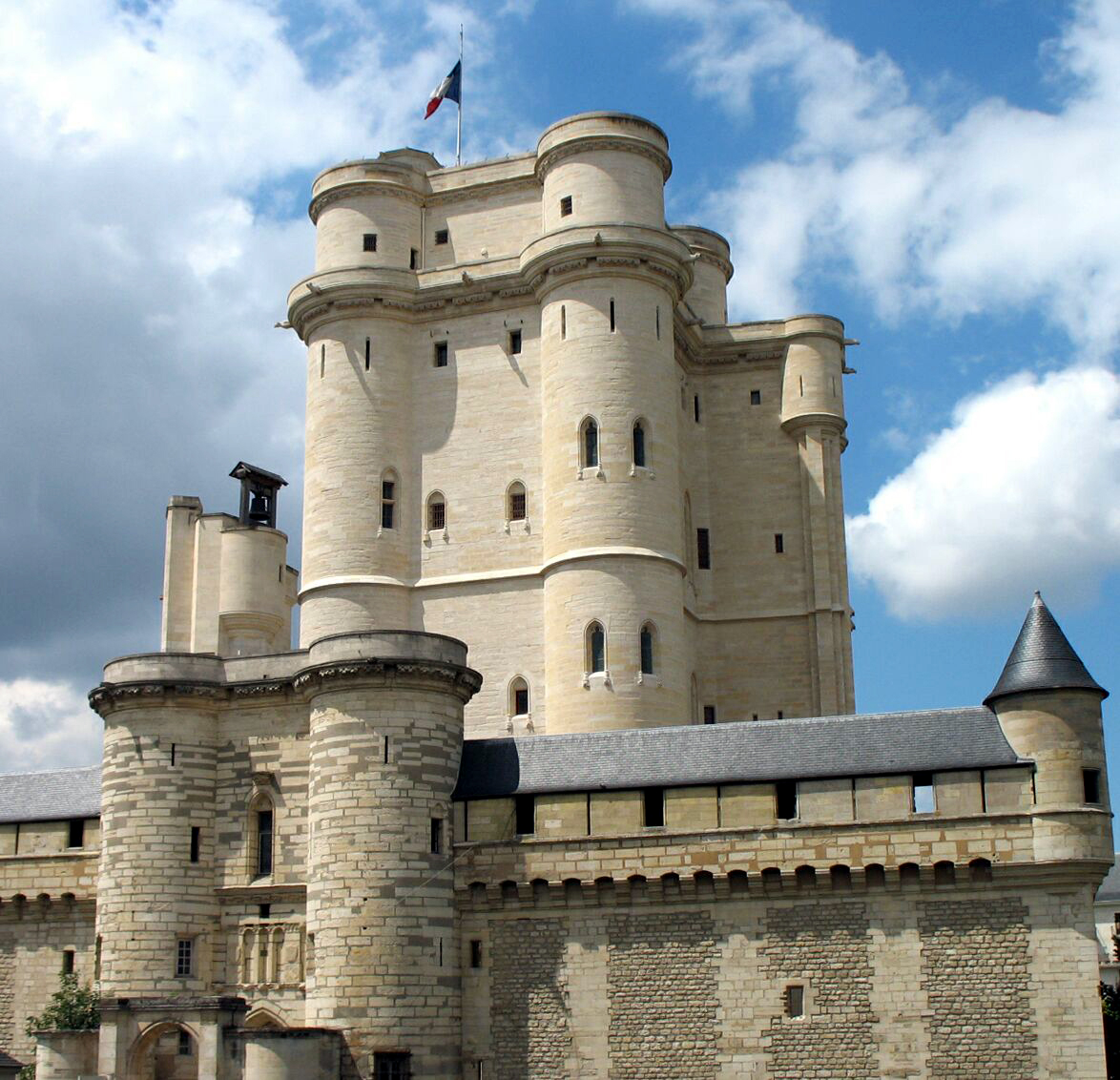
A vincennes-i vár öregtornya

Az uralkodó széles világi műveltsége mellett mélyen vallásos volt, rezidenciáit számos ereklyetartó és szentszobor díszítette. A celesztinus rend elterjesztésén sokat fáradozó Károly a papságra támaszkodva erőteljesen hangsúlyozta a királyi tisztség szakrális voltát, beleértve a kapcsolatot Szent Lajossal és a feltételezett görvélykór-gyógyító képességet. Feltehetően Szentháromság-tisztelete vezetett ahhoz, hogy az addig számtalan fleur-de-lys-szel díszített királyi címeren háromra csökkentette a liliomok számát. A király által lefordíttatott művek közé tartozott Hippói Szent Ágoston De civitate Deije is.
V. Károly építkezéseivel szintén beírta magát a történelembe: ezek közül különösen az adminisztrációs központul szolgáló, masszív, erős királyi hatalmat szimbolizáló Vincennes-i donjon és a 16. század elejére elpusztult Hôtel Saint-Pol emelendő ki, de többek között Saint-Ouen, Creil, Melun, Montargis és Saint-Germain-en-Laye királyi rezidenciáin is végeztetett átalakításokat. A király az egyébként kertjén keresztül a celesztinusok kolostorával érintkező Hôtel Saint-Polt „az ünnepélyek és nagy vigasságok palotájaként” emlegette, és itt bukkant fel először valamiféle udvari etikett kialakításának igénye. A Bastille is ekkor épült fel kettős funkcióval: a külső támadásokkal szembeni védelem mellett a közeli Hôtel Saint-Pol királyi lakóinak is menedékül szolgálhatott egy esetleges párizsi felkelés esetén, ahonnan ráadásul a vincennes-i kastélyt is könnyen meg lehetett közelíteni.
A francia udvar az európai udvari kultúra fellegvárává vált, melyet többen utánoztak, így IV. Károly német-római császár Prágában és fia, Zsigmond király Budán. Az ifjúkorát Párizsban töltő IV. Károly 1378-ban személyesen is meglátogatta unokaöccsét Párizsban, ami fényes ünnepségekre adott okot.

## Halála
V. Károly egészsége mindig is gyenge volt, feltételezhetően gümőkórban szenvedett. Ennek tudatában idejekorán igyekezett szabályozni az örökösödés rendjét: 1374-ben a tizennégy esztendős kort jelölte meg az uralkodók nagykorúsága kezdetének, és úgy intézte, hogy fia mellett uralkodó fivérei közül egyiküknek se lehessen döntő befolyása az ügyekre: a kormányzatott vezető Louis d’Anjou mellett a királyné kezelte volna a pénzügyeket, és a gyermekkirály kiházasításáról csak az V. Károly özvegyéből, három fivéréből és kedvelt rokonából, II. Louis de Bourbon hercegből álló régenstanács dönthetett.

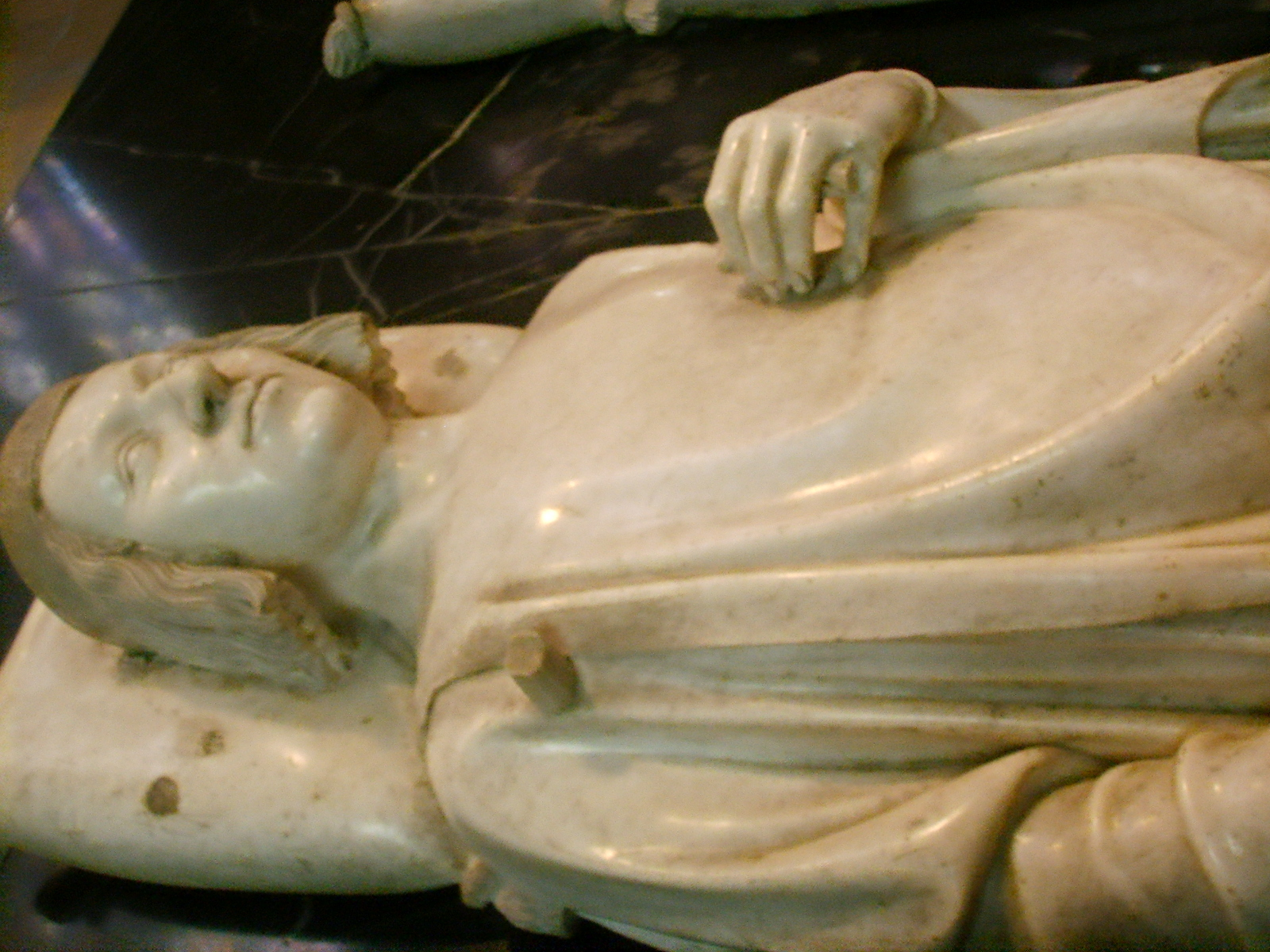
V. Károly gisant-ja

1378-ban, kilencedik gyermekük megszülését követően meghalt a király szívből szeretett felesége, ami amellett, hogy felborította az uralkodása utáni időszakra vonatkozó terveit, rontott Károly egészségi állapotán. A legyengült szervezetű uralkodó kedvelt vidéki rezidenciájára vonult vissza, a Vincennes-hez közeli Beauté-sur-Marne kastélyba, amit néhány évvel azelőtt újíttatott fel, és 1379-es látogatásuk alkalmával IV. Károlyt és fiát is fogadta itt.
A francia királyt végül pestis támadta meg, ami 1380. szeptember 16-án vitte el. A Saint-Denis-i bazilikában temették el felesége mellé, ahol síremlékét a többi királyéhoz hasonlóan a csőcselék 1793-ban meggyalázta. Szívét a roueni székesegyházban őrzik, tekintettel korábbi normandiai hercegségére. A Louvre-ban ma látható síremléke a Maubuisson-apátságból származik, ahova a király abbéli kívánsága miatt került, hogy részben édesanyja, Bonne de Luxembourg mellett nyugodhasson. Károly sírszobrát udvari szobrásza, André Beaunouveau faragta. Síremlékén az alábbi felirat áll: „Cy gist le roy Charles le Quint, sage et éloquent”, azaz „Itt nyugszik Ötödik Károly király, a bölcs és ékesszóló”.

## Öröksége
V. Károly sikerei fia, VI. Károly uralkodása alatt szertefoszlottak: egy néhány éves periódust leszámítva rokonai – az első időkben nagybátyjai – kormányoztak helyette, akik az állam pénzét saját politikai ambícióik megvalósítására és luxusra költötték. Amikor Bölcs Károly másik fia, az orléans-i herceg is bekapcsolódott az irányításba, a kormányzatot súlyos viszálykodás osztotta meg, ami végül véres polgárháborúba torkollt. Az angolok a viszályt kihasználva Bölcs Károly halála után harmincöt évvel megalázó vereséget mértek a franciákra, majd a burgundi párt támogatásával az őrült uralkodóval kötött szerződésben megszerezték az ország nagy részét és elméletben az örökletes királyi hatalmat is. V. Károly sikereit unokájának, VII. Károlynak kellett megismételnie.
Bár kormányzati és hadi eredményei nem bizonyultak tartósnak, az V. Károly alatt kezdődött kulturális pezsgés a hercegek művészetpártolásának köszönhetően tovább tartott. 1400–1418 között, a kormányzat megrendülésének, összeomlásának és a franciák véres belharcainak korában írta visszaemlékezését a költőként is ismert Christine de Pisan, aki V. Károly udvari orvosának és csillagászának leányaként a párizsi udvarban nőtt fel. Nézeteit kifejezve alkotta meg Faits et actes du sage Roy Charles Quint (A bölcs Ötödik Károly király tettei és cselekedetei) című művét, ami amellett, hogy értékes történeti forrás, jól tükrözi a közvetlen utókor viszonyát a győzedelmes uralkodó emlékéhez. A százéves háborúról írt krónikájában a kortárs Jean Froissart szintén elismeri a király érdemeit.

## Házassága, utódai
V. Károly 1350. április 8-án vette feleségül rokonát, Bourbon Johannát, a spanyol Blanka királyné testvérét, aki III. Fülöpnek, Károly ükapjának a dédunokája volt, és apai ágon is volt közös őse a királlyal I. Louis de Bourbon, Szent Lajos unokája személyében. Elképzelhető, hogy ennek tudható be a pár számos gyermekének korai halála és VI. Károly elmebaja. A királyi párnak kilenc gyermeke született, de közülük csak ketten érték meg a felnőttkort:
- Jeanne (1357–1360);
- Jean (1359–1364);
- Bonne (1360–1360);
- Jean (1360–1366);
- Károly (1368–1422), 1380-tól francia király, 1392-ben megbolondult;
- Marie (1370–1377);
- Louis (1372–1407), 1392-től Orléans hercege;
- Isabelle (1373–1378);
- Catherine (1378–1388), Berry hercegnéje és Montpensier grófnéja lett 1386-ban, amikor II. Jean de Berry-hez, saját unokatestvéréhez ment feleségül.

Károlynak egy szeretője is ismert, Biette de Casinel, akitől egy törvénytelen fia származott: az egyébként ismeretlen sorsú Jean de Mortagne, aki az 1360-as években született.

### Magyar nyelven
- Noël Coulet: Szerencsétlen idők. In: Franciaország története. (I. kötet) Szerk.: Georges Duby. Budapest, Osiris, 2005. pp. 413–441
- Sághy Marianne: Anglia, Franciaország, Németalföld a százéves háború korában. In: Európa ezer éve: a középkor. (II. kötet) Szerk.: Klaniczay Gábor. Budapest, Osiris, 2004. pp. 186–199
- Sághy Marianne: Az avignoni pápaság és a nagy egyházszakadás. In: Európa ezer éve: a középkor. (II. kötet) Szerk.: Klaniczay Gábor. Budapest, Osiris, 2004. pp. 169–185
- Fábián Laura: Egy 14. századi új Salamon: V. (Bölcs) Károly (1364-1380) francia király. In: Micae Mediaevales VI. Fiatal történészek dolgozatai a középkori Magyarországról és Európáról. Szerk. Fábián Laura - Uhrin Dorottya - Farkas Csaba - Ribi András. Budapest, ELTE BTK Történelemtudományok Doktori Iskola, 2017. 67-86.

### Idegen nyelven
- Jean Favier: La guerre de Cent Ans. Fayard, 1980.
- Françoise Autrand: Charles V. Fayard, 1994.
- Thierry Pécout: Charles V donne naissance au franc. Historia thématique n°107: Mai-Juin 2007: Ces rois qui ont tout changé
- Laurent Theis: Histoire du Moyen Âge français. Perrin, 1992.